# Kálium-szulfit
A kálium-szulfit (E225) egy fehér színű, kénes szagú, granulátum, melyet az élelmiszeriparban tartósítószerként használnak. A kálium kénessavas sója, képlete K2SO3. Erős antioxidáns hatása miatt meggátolja a mikroorganizmusok szaporodását. A fényképészetben a negatívok előhívása során is alkalmazhatják a többi szulfithoz hasonlóan.

## Egészségügyi hatások[2]
- por formájában belélegezve irritációt okozhat
- az emésztőrendszerbe akár nagyobb mennyiség is bekerülhet, közvetlen kockázatot csak a szulfit-érzékenyekre, és az asztmásokra jelent. Számukra akár minimális mennyiség is kellemetlen tüneteket válthat ki
- tömény oldatban bőrrel érintkezve irritációt okozhat
- szembe kerülve fájdalmas égető érzést okozhat